# Canato
Canato ou canado é um ente político governado por um cã, palavra que, em mongol e em turco, significa "líder tribal" ou senhor de um território - seja um principado, reino ou mesmo um império.
Em turco moderno, o canato corresponde a hanlık, sendo um ente político típico dos povos das estepes euroasiáticas.
Como exemplos, podem ser citados os quatro canatos (ou ulus, sendo que 'uls', em mongol, significa país ou território) originários da divisão do Império Mongol no século XIII. Quando Gêngis Cã morreu, seu império foi dividido em quatro partes, entre seus quatro filhos e netos. Após a morte de seu neto Mangu Cã, em 1259, a guerra de sucessão entre Cublai Cã e Arigue Buga marcou o fim do império unificado e a emergência de quatro canatos separados, a saber:
- a China dos Iuã, que incorporava a Mongólia, China, Coreia, sul da Sibéria Oriental e extremo norte da Indochina.
- o canato de Chagatai, cobrindo toda a Ásia Central, território dos Chagatais.
- o Ilcanato (canato regional) da Pérsia, domínio dos Hulaguidas ou ilcãs. Englobava os atuais Irã, Afeganistão, Iraque, Azerbaijão, Armênia, Geórgia e leste da Turquia.
- o Canato da Horda Dourada, território dos quipechaques, das estepes russas e do Cazaquistão.

Após a queda destes quatro canatos, formaram-se outros menores:
- no antigo canato dos quipechaques, formaram-se:
  - os canatos de Cazã, de Astracã e de Sibir (Sibéria ocidental), conquistados por Ivã IV da Rússia, o Terrível, e os seus sucessores entre 1552 e 1600;
  - o Canato da Crimeia, que será anexado à Rússia por Catarina a Grande, em 1783.